# 阿拉戈伊尼亚
阿拉戈伊尼亚是巴西帕拉伊巴州的一个市镇。总面积85.06平方公里，总人口13013人，人口密度153人/平方公里。